# Sphyrapicus
Sphyrapicus Baird, 1858 è un genere di uccelli piciformi della famiglia dei Picidi..

## Etimologia
Il nome scientifico del genere è dato dall'unione della parola greca σφυρα (sphyra, col significato di "martello") e di quella latina picus ("picchio").

## Descrizione
Gli uccelli del genere Sphyrapicus sono tipici picchi, con becco appuntito, lunghe ali, zampe e coda corti e forti: la loro colorazione si basa sul nero, sul bianco e sul rosso (colore quest'ultimo presente in particolare nelle aree cefaliche).

## Biologia
Al genere vengono ascritte delle specie note per la loro abitudine di scavare numerosi buchi in sequenza col becco nelle cortecce degli alberi per nutrirsi della linfa che fuoriesce. Essi si nutrono tuttavia anche d'insetti, in particolare di quelli attratti dalla linfa. L'abitudine di bucherellare i tronchi degli alberi fa sì che questi uccelli vengono considerati in alcune aree nocivi ai frutteti e agli arboreti da legname.

## Distribuzione e habitat
Diffusi nelle aree boschive e forestali nordamericane, hanno abitudini di vita perlopiù diurne e solitarie. Il loro volo segue un andamento ondulatorio, con battiti di ali inframezzati da pause con le ali strette contro il corpo.

## Tassonomia
Al genere vengono attualmente ascritte quattro specie:
- Sphyrapicus thyroideus (Cassin, 1852) - picchio di Williamson
- Sphyrapicus varius (Linnaeus, 1766) - picchio panciagialla
- Sphyrapicus nuchalis Baird, 1858 - picchio nucarossa
- Sphyrapicus ruber (Gmelin, 1788) - picchio pettorosso

Nell'ambito della famiglia dei Picidae, questi picchi occupano la sottofamiglia dei Picinae, dove vanno a formare un clade assieme ai generi Xiphidiopicus e Melanerpes nell'ambito della tribù dei Melanerpini.